# Lockheed Martin A-4AR Fightinghawk
Il Lockheed Martin A-4AR Fightinghawk (falco combattente in inglese), sviluppato su richiesta dell'aeronautica argentina, è un velivolo da attacco al suolo che si identifica come il più moderno upgrade del McDonnell Douglas A-4 Skyhawk. È entrato in servizio nella Fuerza Aérea Argentina nel 1998.

## Storia

### Sviluppo
La guerra che coinvolse l'Argentina, nel 1982, per riacquistare il predominio sulle isole Falklands, vide un largo coinvolgimento dell'aviazione che dovette subire pesanti perdite che, a fine conflitto, ammontarono a circa 60 velivoli. A causa della crisi economica in atto e della situazione politica precaria, l'aeronautica argentina dovette vedersi negata la possibilità di rimpiazzare i velivoli perduti, intaccando la sua capacità operativa.
La fornitura di materiale all'avanguardia riguardante il settore militare, cominciò a mancare con l'istituzione dell'embargo statunitense nel 1978 a seguito delle notizie sulla violazione dei diritti umani di cui era vittima la popolazione.
Ulteriori disagi si ebbero anche con un nuovo embargo voluto dalla Gran Bretagna nel 1982.
Gli unici velivoli che poterono essere acquistati rinfoltendo le scarne linee della difesa aerea argentina, furono:
10 Mirage 5P, acquistati dalla Fuerza Aérea del Perú;
19 Mirage IIICJ importati dalla Heyl Ha'Avir israeliana;
2 Mirage IIIB provenienti dalla Armée de l'air.
Nel 1989, Carlos Menem venne eletto Presidente dell'Argentina e rapidamente intraprese una politica filo-statunitense nel tentativo di risanare i difficili rapporti tra i due paesi.
L'adozione di questa linea d'azione, portò l'Argentina a divenire il più importante partner non firmatario del patto atlantico, guadagnandosi lo status di Major non-NATO ally.
Nel 1994, gli Stati Uniti offrirono all'Argentina la possibilità di acquisire, al prezzo di 282 milioni di dollari, 36 esemplari dell'A-4M Skyhawk, appartenuti all'USMC, aggiornati dalla Lockheed Martin tramite il programma Fightinghawk; nel contratto fu inclusa anche la privatizzazione della Fábrica Militar de Aviones ed il suo inserimento nell'orbita dell'azienda aerospaziale statunitense con il nome di Lockheed Martin Aircraft Argentina.

### Tecnica
Il programma di riammodernamento delle 32 cellule di A-4M e delle 4 di TA-4F, scelte personalmente dai tecnici argentini presso l'AMARC della Davis-Monthan AFB, consistette nella sostituzione radicale delle componenti avioniche del velivolo:
- il propulsore Pratt & Whitney J52P-408A
- l'installazione del seggiolino eiettabile Escapac 1-G3
- il casco HGU-55/P
- l'adozione del generatore d'ossigeno Honeywell Normal Air-Garrett
- il radar AN/APG-66V2
- I controlli di volo HOTAS
- l'HUD (Head Up Display)
- l'INS (Inertial Navigation System) LN-100G
- il MIL-STD-1553B data bus
- I computer di missione AN/AYK-14
- L'RWR (Radar Warning Receiver) AN/ALR-93
- Il jammer AN/ALQ-126B
- l'IFF (Identification friend or foe) AN/APX-72

## Impiego operativo
Consegnati alla Vª Brigada Aérea di Villa Reynolds, nella Provincia di San Luis, gli A-4AR hanno sostituito gli Skyhawk impiegati durante il conflitto delle Falkland. Il primo esemplare, con matricola C-901, è stato consegnato nell'agosto 1998 mentre l'ultimo, denominato C-936, è stato introdotto nel marzo del 2000. Rischierati a rotazione sulle varie basi dell'aeronautica argentina hanno contribuito, nel sud del paese, ad intercettare numerosi velivoli utilizzati nei traffici illegali di droga.
Nel settembre del 1998, così come nell'aprile del 2001, i Fightinghawk hanno operato a stretto contatto con gli F-16 Falcon dell'USAF, schierati a Villa Reynolds in occasione delle esercitazioni interforze Southern Falcon e Cruzex, a cui hanno preso parte velivoli delle forze aeree di Francia, Brasile e Venezuela.
Hanno partecipato, rispettivamente nel 2005, 2006 e 2010, alle esercitazioni Ceibo, Salitre II ed Icaro III assieme ad altre forze armate sudamericane.
Il 26 gennaio 2016, il Ministero della Difesa argentino, ha diramato un comunicato in cui annunciava la messa a terra di tutti gli A-4AR per carenza di pezzi di ricambio.

## Utilizzatori
Argentina
- Fuerza Aérea Argentina

32 A-4M e 4 TA-4F ex Marines acquistati nel 1994 ed aggiornati allo standard A-4AR Fightinghawk, consegnati tra il 1997 ed il 2000 dopo essere stati sottoposti ad un programma di aggiornamento. Il programma, gestito da Lockheed Martin, comprendeva ammodernamento del motore, cellula ed avionica, con l'installazione di sensoristica allo stato dell'arte, compreso il radar AN/APG-66V2. Tutti gli A-4AR sono stati messi a terra il 26 gennaio 2016 per carenza di pezzi di ricambio. 22 A-4AR e 3 TA-4AR in organico all'ottobre 2019, con soli 3 esemplari in grado di volare.
Vª Brigada Aérea
Grupo 5 de Caza